# Seigneurie de Matane
Pour les articles homonymes, voir Matane (homonymie).
La seigneurie de Matane était une seigneurie située le long de la rivière Matane dans l'actuelle Matanie au Québec au Canada. Un certificat pour cette seigneurie a été émis par l'intendant Jean Talon en 1672, mais elle n'a été concédée à Mathieu Damours qu'en 1677. En 1824, son territoire est augmenté.

## Histoire
Un certificat est émis pour la première fois pour la seigneurie de Matane le 8 novembre 1672 par l'intendant Jean Talon qui le remet à Mathieu Damours, également appelé Sieur Mathieu D'Amours de Chauffours,. La seigneurie fait alors 1 lieue de front sur 1,5 lieue de profondeur le long de la rivière Matane. Le 26 juin 1677, elle est enfin concédée à Mathieu Damours par l'intendant Jacques Duchesneau de la Doussinière et d'Ambault,.
À partir de 1781, alors sous le régime anglais, les seigneurs de la seigneurie de Matane sont successivement Donald McKinnon, Simon Fraser, Jane McCallum et Dugald Fraser. D'ailleurs, le 29 mars 1824, le territoire de la seigneurie est augmenté au profit de la veuve de James McCallum. Elle fait alors 3 lieues de front sur 2 lieues de profondeur.